# Viktor Ejsymont
Viktor Ejsymont (russisk: Виктор Владиславович Эйсымонт) (født 20. december 1904 i Hrodna i det Russiske Kejserrige, død 31. januar 1964 i Moskva i Sovjetunionen) var en sovjetisk filminstruktør.

## Filmografi
- Frontline veninder (Фронтовые подруги, 1941)[1][2]
- Der var engang en pige (Жила-была девочка, 1944)
- Krydser "Varjag" (Крейсер «Варяг», 1946)
- Aleksandr Popov (Александр Попов, 1949)
- Lys på floden (Огни на реке, 1953)
- To venner (Два друга, 1954)
- Sudba barabansjjika (Судьба барабанщика, 1955)